# Odezia nigerrima
Odezia nigerrima là một loài bướm đêm trong họ Geometridae.